# HCMOS
HCMOS ("high-speed CMOS"：高速CMOS) は、電気的な定格と特性であり、74HC00ファミリーを形成している。74HC00ファミリーは、7400シリーズ 汎用ロジックICの一部である。
74HC00ファミリーは、74C00シリーズの後継であり、それを改良したものである。74C00シリーズは、4000シリーズの代替として提供されたCMOSロジックファミリーであるが、標準7400シリーズ（特に74LS00シリーズ）の番号命名規則とピン配置を維持していた。
一部の仕様は、以下のようになっている。
- 直流電源電圧
- 直流入力電圧範囲
- 直流出力電圧範囲
- 入力の立ち上がり時間と立ち下がり時間
- 出力の立ち上がり時間と立ち下がり時間

HCMOSは、high-density CMOS（高密度CMOS）という意味でもある。この用語は、マイクロプロセッサーやその他の複雑な集積回路のために使われた。
それらは、より微細なプロセスを使い、面積当たりのトランジスタ数がさらに増えている。
Freescale 68HC11は、有名なHCMOSマイクロコントローラーの一例である。

## バリエーション

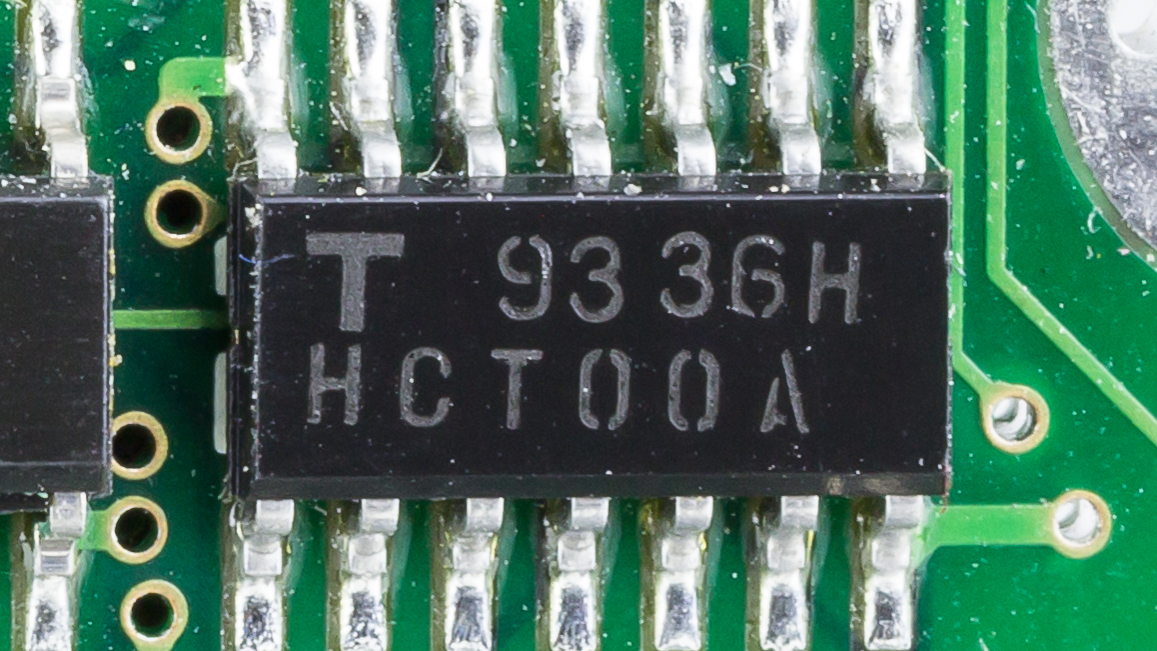
東芝 HCT00A - NANDゲート

- HCTは、Transistor-transistor logicの電圧で動作する高速CMOS（high-speed CMOS）という意味である。HCTデバイスは、標準TTLの電源電圧とロジック入力レベルを提供することを除けば、HCMOSと似ている。これにより、速度を犠牲にせず電力消費を抑えてピン互換のあるCMOSを直接置き換えることを可能とする[4]。

- HCUは、アンバッファード高速CMOS（high-speed CMOS un-buffered）という意味である[5][6]。HCUは、バッファ回路を内蔵していない。HCUは、線形性が必要な水晶振動子やその他のセラミック振動子にとって理想的である[7] 。

- VHCMOS あるいは AHCは、非常に高速なCMOS（very high-speed CMOS）あるいは、進化した高速CMOS（advanced high-speed CMOS）という意味である[8]。一般的な伝搬遅延時間は、3 nsと4 nsの間である。その速度は、バイポーラ型ショットキートランジスタTTLと似ている[9]。

- AHCTは、TTL入力の進化した高速CMOS（advanced high-speed CMOS with TTL inputs）という意味である。一般的な伝搬遅延時間は、5 nsと6 nsの間である[10][11] [12]。